# Paul Simonon
Paul Simonon (* 15. prosince 1955) je anglický muzikant, který se proslavil jako basák punk rockové skupiny The Clash. Jeho poslední prací byla spolupráce na albu The Good, the Bad & the Queen s Damonem Albarnem, Simonem Tongem a Tony Allenem, vydané v lednu 2007.
Před tím, než se připojil ke Clash, se chtěl stál malířem a navštěvoval Byam Shaw Art School v Archway, v Londýně. V roce 1976 byl požádán kytaristou Mickem Jonesem, který ho plánoval naučit na kytaru, aby se připojil ke Clash. Nicméně se kytara stala pro Simonona nástrojem příliš obtížným, tak se Jones rozhodl naučit ho místo toho na basu.
Také je zvěčněn na obálce alba London Calling jak rozbíjí svou basu.
Pro Clash napsal tři skladby: "The Guns of Brixton" z alba London Calling, "The Crooked Beat" z alba Sandinista!, a B-side "Long Time Jerk". Zpíval skladbu "Red Angel Dragnet" z alba Combat Rock, ale tu napsal Joe Strummer.